# Манильские галеоны

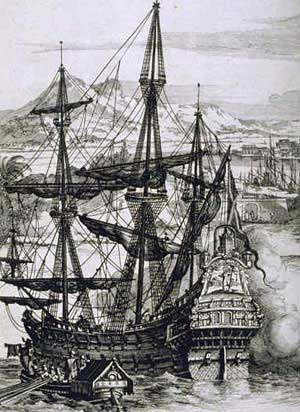
Гравюра с изображением галеона

Манильские галеоны или галеоны Манила — Акапулько (исп. Galeones de Manila-Acapulco) — входившие в состав флота Индий испанские торговые галеоны, с 1565 года (плавание Урданеты) до начала XIX века ежегодно курсировавшие через Тихий океан между Манилой (Филиппины) и Акапулько (Мексика). Именно этим маршрутом осуществлялась связь Испанских Филиппин с испанской метрополией. Испанцы использовали тяжеловооруженные галеоны для перевозки больших грузов на дальние расстояния. Раз или два раза в год манильские галеоны перевозили ценные восточные товары из Филиппин в Акапулько. Ежегодно Казначейский флот вывозил перуанские и мексиканские ценности из Карибского моря в Испанию.
Хотя эта транспортная линия заработала только через 50 лет после смерти Христофора Колумба, она стала воплощением его мечты о торговле с Востоком. Конец данным рейсам положила Мексиканская война за независимость, которая привела к отделению Мексики от Испании.

## Открытие маршрута
Рейсы галеонов Манила — Акапулько начались с открытия Андресом де Урданетой, капитаном конвоя флота Мигеля Лопеса де Легаспи, маршрута возвращения из города Себу в Мексику в 1565 году. При планировании возвращения флотилия разделилась, её часть отправилась на юг. Урданета же рассудил, что пассаты Тихого океана могут формировать кольцо, как это происходит в Атлантическом океане, где корабли обычно значительно отклонялись на запад, чтобы поймать ветер, который возвращал их к островам Мадейра. Поэтому он решил перед поворотом на восток отправиться на север, в надежде поймать пассаты, которые вернут его к западному побережью Северной Америки. Хотя он отклонился до 38 градусов широты, это позволило ему очень быстро достичь Америки у мыса Мендосино (современная Калифорния), после чего вдоль берега он достиг Акапулько. Однако и на такое путешествие не хватило запасов пищи, и часть его команды умерла от голода.
К началу XVIII века стало ясно, что достаточно и меньшего отклонения на север, однако капитаны галеонов ещё долго продолжали двигаться вдоль опасного из-за частых туманов побережья Калифорнии, отклоняясь от побережья Америки между мысом Консепсьон и мысом Сан-Лукас. Именно для поиска удобных мест остановки были проведены первые исследования Верхней Калифорнии, где галеоны могли бы пополнить запасы еды и воды. Со второй половины XVIII века частым местом остановки стал город Монтерей. 

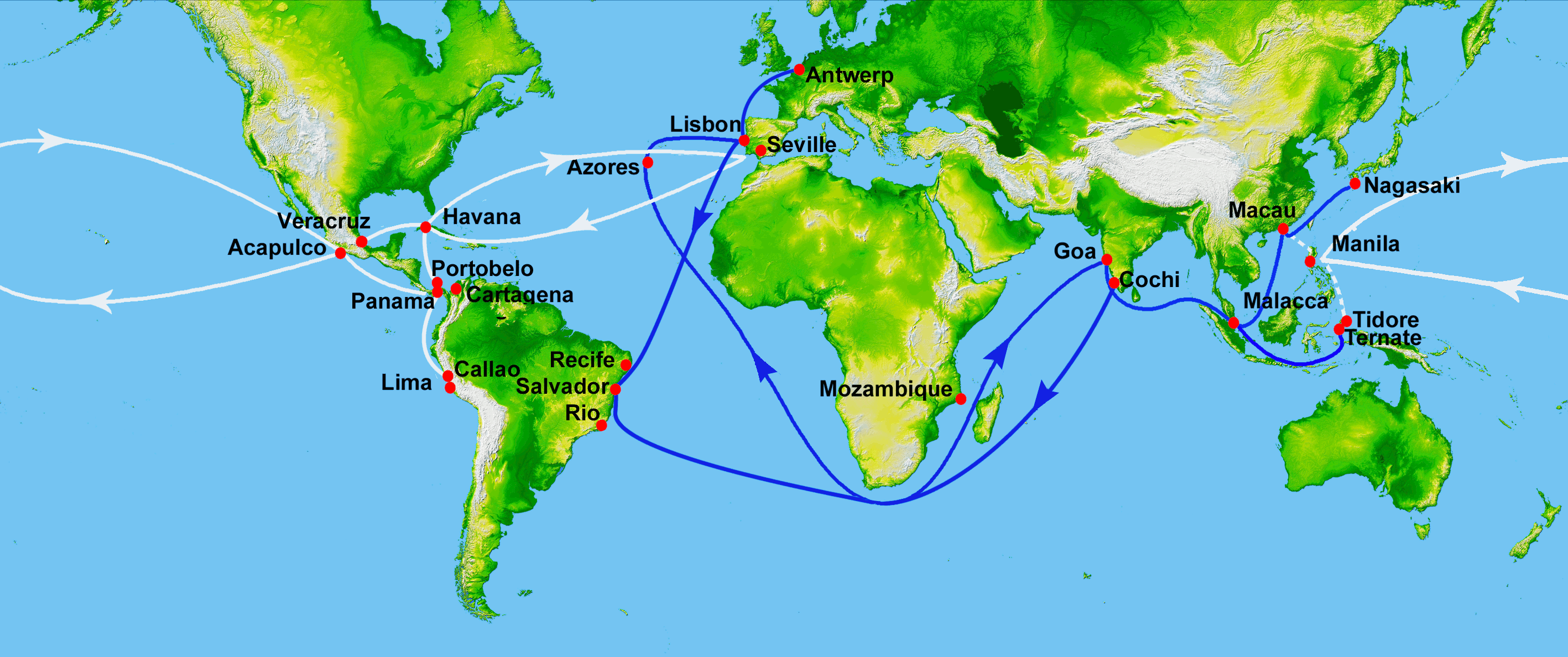
Маршруты испанских (белый) и португальских (синий) торговых судов в XVI веке

Несмотря на признание, полученное Урданетой, первым вернулся с Филиппин в Новую Испанию через северные широты другой участник экспедиции Алонсо де Арельяно (исп. Alonso de Arellano), под командой которого был один из четырёх кораблей экспедиции Урданеты — «Сан-Лукас». На подходе к Филиппинским островам он без приказа оставил остальные корабли позади и впоследствии с ними не воссоединился. «Сан-Лукас» начал возврат 22 апреля и бросил якорь в порту Барра де Навидад (Barra de Navidad) 9 августа 1565 года, прибыв на два месяца раньше корабля Урданеты. Арельяно удалось пересечь океан на двадцать дней быстрее, проведя большую часть пути между 40° и 43° северной широты. Учитывая обстоятельства, связанные с подозрением Арельяно в дезертирстве, ожидаемого вознаграждения и признания он не получил.

## Торговля пряностями

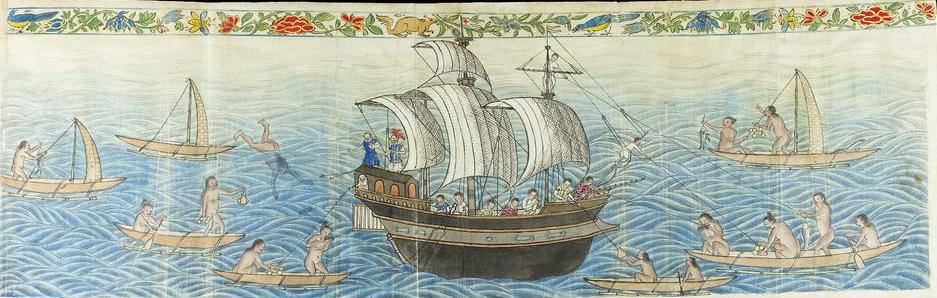
Манильский галеон у Ладронских островов. Миниатюра «Кодекса [Чарльза] Боксера» (1590)

Торговля была главным источником дохода для большинства испанских колонистов на Филиппинских островах. За всё время маршрут обслуживали 110 галеонов, которые курсировали между Манилой и Акапулько в течение 250 лет (с 1565 по 1815 год). До 1593 года галеоны осуществляли три или больше рейсов в год. Однако торговля по этому маршруту стала настолько активной, что севильские купцы, до того имевшие фактическую монополию на торговлю с Востоком и опасавшиеся увеличения конкуренции, убедили короля  Филиппа II принять закон, который ограничивал число рейсов по маршруту двумя кораблями в год в любом направлении, при этом в случае необходимости разрешался конвой из военных кораблей.
С этими ограничениями для торговцев и администрации Филиппин стало важным строительство больших галеонов, предположительно они были самыми большими кораблями в мире на протяжении всего времени своего существования. В XVI веке они имели водоизмещение от 1700 до 2000 тонн, строились из филиппинской древесины и могли перевозить до тысячи пассажиров. Галеон «Консепсьон» (исп. Concepción), спущенный на воду в 1638 году, был от 43 до 49 метров длиной и имел водоизмещение 2000 тонн. «Сантисима-Тринидад» (Santísima Trinidad) был 51,5 метра длиной. Большинство этих галеонов строились на Филиппинах, и только 8 (из 110) в Мексике. Торговый маршрут прекратил работу, когда Мексика получила независимость от Испании в 1821 году и испанская корона взяла на себя прямой контроль над Филиппинами. Это практически изолировало Филиппины на время, до середины XIX века, когда после внедрения паровых судов и строительства Суэцкого канала время путешествия от Испании до Филиппин сократилось до 40 дней. 

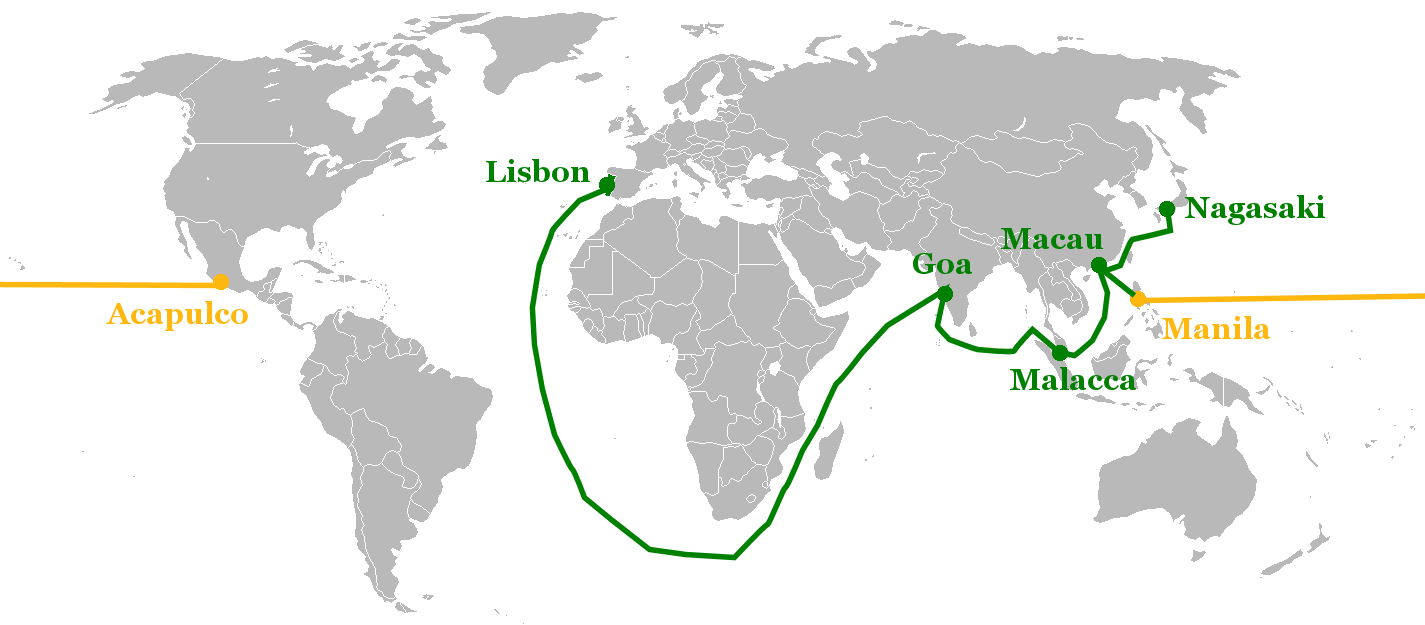
Маршрут «Манила-Акапулько» выделен жёлтым

Главными товарами, которые перевозили галеоны, были пряности, фарфор, слоновая кость и изделия из неё, изделия из лакированной древесины и шёлковые ткани; эти товары собирались с островов Пряностей и Юго-Восточной Азии и впоследствии переправлялись в Европу. В восточном направлении преимущественно шло мексиканское серебро, а расчёты осуществлялись серебряным стандартом. После прибытия в Новую Испанию грузы из Филиппин перевозились по суше до города Веракрус на побережье Мексиканского залива, откуда они доставлялись в Испанию. Маршрут избегал длительного и опасного пути через Индийский океан вокруг мыса Доброй Надежды, который контролировался голландцами после захвата ими у португальцев Капской колонии. Испанцы также пытались наладить переправу через Панамский перешеек, однако густые джунгли и малярия сделали эти попытки безуспешными.
Дорога через Тихий океан от Манилы в Акапулько занимала четыре месяца, а галеоны были главным связующим звеном между Филиппинами и столицей вице-королевства, Мехико (откуда управлялись Филиппины), а таким образом и Испании. В результате такой связи многие из «испанцев» на Филиппинах были в действительности мексиканского происхождения, а испанская культура Филиппин наиболее напоминает мексиканскую. Даже после получения Мексикой независимости торговля между двумя территориями продолжалась, за исключением короткого перерыва во время Испано-американской войны.
Крушения Манильских галеонов вошли в легенды, с которыми по известности соперничают только крушения кораблей с сокровищами в Карибском море. В 1568 году собственный корабль Мигеля Лопеса де Легаспи, «Сан-Пабло» (San Pablo, 300 тонн), стал первым кораблём, который потерпел крушение на пути между Манилой и Мексикой.

## Характеристики
Грузоподъёмность галеонов, ходивших в Атлантический океан, была равна примерно 600 тоннам. Манильские галеоны были крупнее, шире, грузоподъёмность (водоизмещение) некоторых достигала 2000 тонн. 
В зависимости от водоизмещения галеоны строились с числом палуб от двух до семи. Борт судна от киля к грузовой ватерлинии имел большой развал, а к верхней палубе — завал. При этом решалось несколько задач: увеличивалась грузоподъемность, затруднялся переход с судна на судно во время абордажа, повышалась остойчивость, так как орудия перемещались ближе к диаметральной плоскости судна и тем самым уменьшался кренящий момент; смягчалась сила удара волн о борт, поскольку волна отражалась вверх, и корпус не испытывал её прямого удара.
Среди недостатков галеона следует отметить низкую скорость, трудность управления и неспособность идти прямо против ветра или в крутой бейдевинд. Пиратские корабли были более быстроходными и отличались хорошей маневренностью, но размеры галеона и наличие многочисленной тяжёлой артиллерии делали прямую атаку на него довольно трудной задачей.
В настоящее время в эксплуатации находится действующая реплика манильского галеона, точнее каракки, «Андалусия» (исп. Andelusia).